# Christoph Leonhard Wolbach

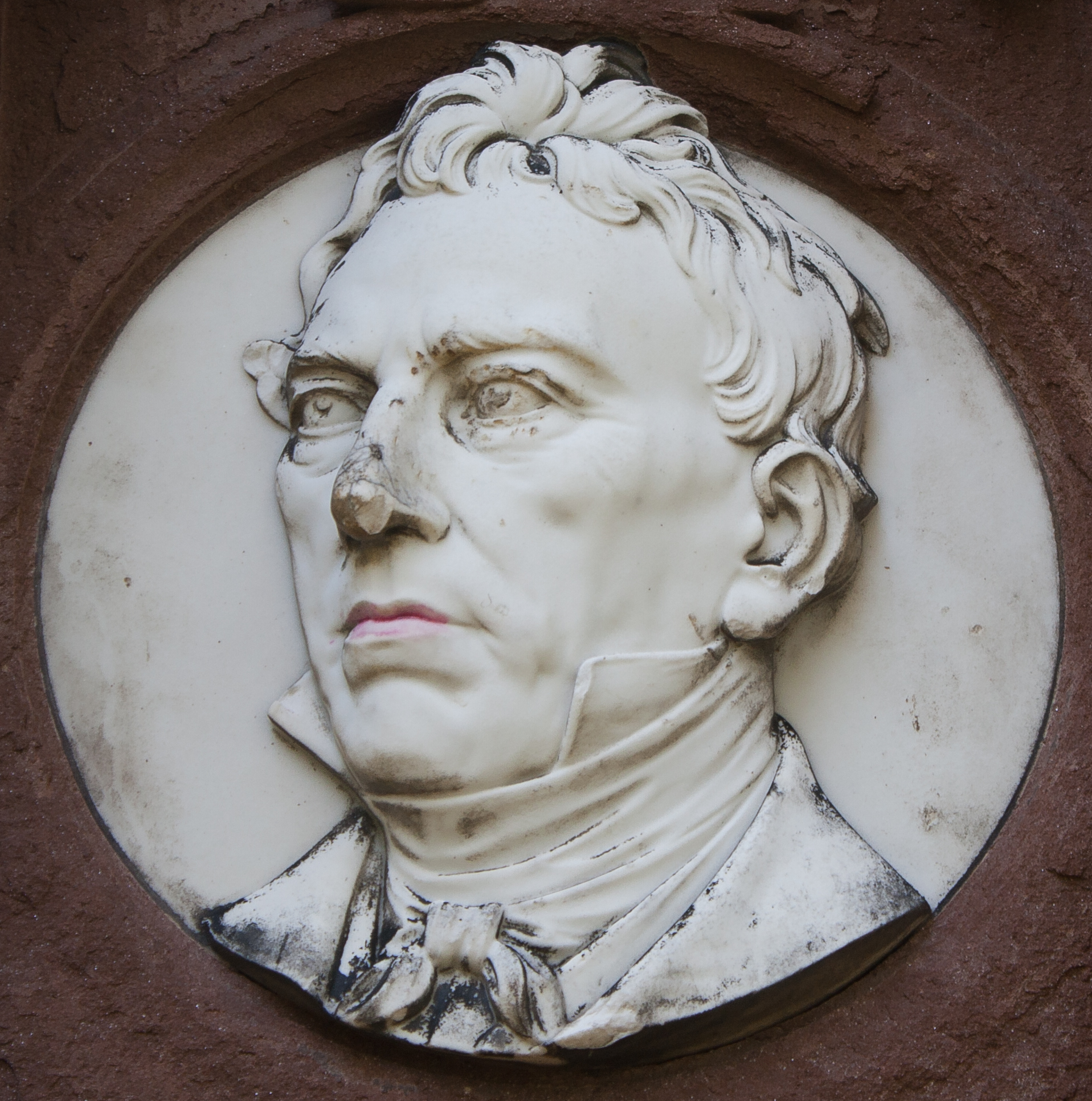
Porträtmedaillon von Wolbach an seinem Grabmal in Ulm

Christoph Leonhard Wolbach, später Ritter von Wolbach, (* 28. März 1783 in Ulm; † 7. Dezember 1872 ebenda) war der erste von der Bevölkerung frei gewählte Schultheiß der Stadt Ulm, der 1822 von Wilhelm I. zum Oberbürgermeister ernannt wurde. Wolbach blieb ein Vierteljahrhundert im Amt (1819–1844) und war sowohl während seiner Amtszeit als auch nach seinem Rücktritt publizistisch tätig.

## Leben
Die Familie der Wolbachs war zunächst in Essingen ansässig. Christoph Leonhards Großvater Leonhard Wolbach kam 1733 nach Ulm. Er arbeitete zunächst als Schneider und diente danach dem Bürgermeister Adolf Friedrich Schad von Mittelbiberach. Aufgrund dessen Fürsprache erhielt Leonhard Wolbach 1745 das Ulmer Bürgerrecht. Von Leonhard Wolbachs Kindern überlebte nur Andreas Wolbach. Er wurde als Steueradjunkt und Salzkassier tätig und verstarb im Jahr 1783, kurz nach der Geburt seines Sohnes Christoph Leonhard. Die Mutter starb 1791. Als Vollwaise unterstützte ihn die Stadt Ulm und ermöglichte ihm den Besuch des Ulmer Gymnasiums von 1800 bis 1806. Danach nahm er ein Studium der Rechtswissenschaften an der Universität Landshut auf. Nach seinem Studium wurde er zunächst 1811 Rechtsanwalt am Obertribunal Tübingen. Wolbach konnte 1812 wieder nach Ulm zurückkehren und kümmerte sich zunächst als Auditoriatsamtsverweser um die Rechtspflege bei dem in Ulm stationierten Militär. Später wechselte er als Oberjustizprokurat an den Obergerichtshof für den Donaukreis.
Bereits während der Hungerjahre 1816/17 setzte sich Wolbach für die sozialen Belange seiner Mitbürger ein. Als es durch Missernten zu erheblichen Teuerungen der Lebensmittel kam, rief Wolbach im Intelligenzblatt zu einem Käuferstreik auf, um die Händler zu Preisnachlässen zu zwingen. In dieser Zeit war der Bürgermeister und der Magistrat nicht frei gewählt, sondern wegen der Ausübung hoheitlicher Aufgaben von der Krone auf Lebenszeit ernannt. Als Gegengewicht entstanden im Königreich Württemberg Bürgerausschüsse, die zunächst Gemeindedeputierte genannt wurden. In Ulm hatte der Bürgerausschuss 18 Mitglieder, die für jeweils zwei Jahre gewählt wurden und unter dem Vorsitz eines Obmannes tagten. Wolbach kandidierte erfolgreich bei der ersten Wahl im Jahr 1817 und wurde anschließend zum Obmann gewählt. Der Bürgerausschuss entwickelte sich dann zu einer Kontrollinstanz des Magistrats, der sich zunehmend in Opposition zu diesem befand. Die Auseinandersetzung wurde bis Stuttgart getragen, wo die Forderung einer freien Wahl des Magistrats kein Gehör fand und die ohnehin geringen Befugnisse des Bürgerausschusses weiter beschnitten wurden.
1819 wurde in Württemberg das Amt des Schultheißen eingeführt. Anders als zuvor sollte es dazu eine freie Wahl geben, wobei es dem König vorbehalten war, von den drei Kandidaten mit den höchsten Stimmenanteilen einen für das Amt auszusuchen und auf Lebenszeit zu ernennen. Nur bei einer Zweidrittelmehrheit für einen der Kandidaten hatte der König keine Wahlfreiheit mehr. In der 1819 stattfindenden Wahl traten neben Wolbach u. a. der noch von Friedrich I. berufene und noch amtierende Bürgermeister Christoph Karl Leopold von Wölkern und der ebenfalls zum Ulmer Patriziat gehörende Franz von Schad an. Wolbach gewann die Wahl deutlich mit 956 Stimmen vor von Wölkern mit 425 und von Schad mit 419 Stimmen. Zwar hätte Wilhelm I. den bisherigen Amtsinhaber von Wölkern zum Schultheiß ernennen können, aber er entschied sich für den Wahlsieger, möglicherweise auch, weil ihm eine Beschneidung der Macht des Ulmer Patriziats gelegen kam.
Die Amtszeit Wolbachs gestaltete sich eher ruhig. Während seiner Amtszeit fiel die Zollschranke auf der Donaubrücke weg, das Herdbrucker-, Frauen- und Glöcklertor wurden abgebrochen, die neue Herdbrücke wurde errichtet, der Grundstein für die Bundesfestung Ulm wurde gelegt und mit den Ausbauarbeiten am Münster wurde begonnen. Als er sich bemühte, für seinen Sohn die Zulassung einer fünften Apotheke in Ulm zu erreichen, kam es zu einer erbitterten Auseinandersetzung mit dem Apotheker Carl Reichard. Am Ende konnte Wolbach sich zwar mit der Einrichtung der neuen Apotheke durchsetzen (die Hirschapotheke), die jedoch nicht wie erhofft von seinem Sohn geführt wurde, sondern dem Provisor der königlichen Hofapotheke in Stuttgart überlassen wurde. 1844 trat Wolbach zurück. Der Rücktritt wird mit der Verärgerung über diese Auseinandersetzung in Verbindung gebracht, er selbst nannte in einem Leserbrief an die Ulmer Schnellpost 1861 jedoch ein Gehörleiden als Grund.
1826 wurde sein Sohn Johann Philipp Gustav Wolbach geboren.
Wolbach erhielt danach von der Stadt eine lebenslange Pension in Höhe von 1.200 Gulden jährlich und blieb weiterhin publizistisch tätig. 1846 und 1847 versuchte er noch vergeblich, sich in den Gemeinderat wählen zu lassen. Möglicherweise wurde ihm von der Bevölkerung der frühe Rücktritt verübelt.

## Werke
Überwiegend beschäftigte sich Wolbach mit den sozialen Interessen Ulms und seiner Bürger in seinen Werken und bezog zu aktuellen Rechtsfragen Stellung, wozu insbesondere seine Schriften zu den bürgerlichen Rechten und zur Gewerbefreiheit in Württemberg und die Übersicht der Ulmer Stiftungen dienten.
Die Bevölkerung Ulms wurde in Wolbachs Zeit noch in Bürger, Beisitzer und Fremde eingeteilt. Nur Bürger besaßen das Wahlrecht und das Anrecht auf „bürgerliche Nutzungen“. Und nur Bürger und Beisitzer konnten ein Gewerbe ausüben. Das Bürger- und Beisitzerrecht wurde in der Regel durch Geburt erworben. Zu Beginn sah die 1819 verabschiedete württembergische Verfassung vor, dass die Gemeinden völlige Freiheit bei der Aufnahme von Gemeindebürgern und Beisitzern hatten. Diese Freiheit wurde dazu genutzt, nur solche aufzunehmen, die über genügend finanzielle Mittel verfügten und die insbesondere nicht den Konkurrenzdruck unter den bereits ansässigen Handwerkern erhöhten. Ein 1828 verabschiedetes und 1833 überarbeitetes Gesetz strebte die Verbesserung der Gewerbefreiheit an, indem jeder Bürger des Landes Anspruch auf das Bürger- oder Beisitzerrecht in einer Gemeinde erhielt. Diese Änderung führte faktisch zu einer Abschaffung des vormaligen Rechts der Gemeinden, über neu aufzunehmende Bürger und Beisitzer selbst zu bestimmen. Dies stieß auf erbitterten Widerstand der Gemeinden, an deren Spitze sich Wolbach zunächst mit einer 1828 an den Landtag verfassten Eingabe und später mit seiner Schrift Die Uebersiedlungs- und Gewerbe-Freiheit zunächst in Württemberg setzte. Hierin stellte Wolbach die bisherigen bis 1567 zurückreichenden gesetzlichen Grundlagen vor und gab danach eine ausführliche Zusammenstellung der Nachteile und Schwächen der neuen Gesetzgebung, wobei insbesondere die sozialen Folgen beleuchtet werden. In der in Jena herausgegebenen Allgemeinen Literatur-Zeitung wurde das Buch außerordentlich begrüßt:

„Diese, in einem weise geordneten Staat sehr wichtige Lehre, damit keine adscriptio glebae an die Geburtsgemeinde die ärmeren Mitbürger drücken kann, wird in dieser Schrift geistvoll, menschenfreundlich und mit vieler Sachkenntniss behandelt. […] Ehre dem Stadthaupt, welches so nützliche Grundsätze ins Leben einzuführen versteht!“

Während seines Ruhestands arbeitete er an der Herausgabe des Werks Urkundliche Nachrichten von den Ulmischen Privat-Stiftungen. Zu seiner Zeit gab es hunderte Ulmer Stiftungen für die Versorgung von Witwen, für Arme und Kranke und für die Ausbildung junger Ulmer, die teilweise seit mehreren Jahrhunderten existierten und einen wichtigen Teil des gemeinsamen Guts der Ulmer darstellten. Wolbachs Anliegen war es, für die Öffentlichkeit einen Überblick der zur Verfügung stehenden Hilfsangebote zusammenzustellen, damit alle Angebote für alle Hilfsbedürftigen gleichermaßen zugänglich sind. Wolbach zählte aber nicht nur die Stiftungen auf, sondern beleuchtete in seinen Ausführungen auch die sozialen Probleme seiner Zeit. So notierte er, dass die Armut auf die zurückgehende Konkurrenzfähigkeit handwerklicher Produkte zurückgehe, so dass eher industriell gefertigte Produkte aus dem Ausland als lokale Produkte gekauft werden. Er bemängelte, dass es zu wenig staatliche Förderung neuer Industrien gebe, die Zollschranken den Wachstum zu sehr behindern würden und die verarmten Handwerker und Bauern nur in der äußersten Not eine Beschäftigung als Lohnarbeiter in Fabriken aufnehmen würden.
Zu Wolbachs Werken gehören u. a. die folgenden Publikationen:
- Vorstellung des Stadtraths und Bürger-Ausschusses zu Ulm an die Stände-Versammlung gegen die Artikel 21, 22 und 23 des Gesezes-Entwurfes betr. das Gemeinde-Bürger- und Beisizrecht. Ulm 1828.
- Die Uebersiedlungs- und Gewerbe-Freiheit zunächst in Württemberg. Wohlersche Buchhandlung, Ulm 1831 (Digitalisat).
- Ueber die Aufhebung der Kreis-Stellen in Württemberg. Wohlersche Buchhandlung, Ulm 1832.
- Ueber das Recht der häuslichen Niederlassung in Württemberg. Ebner, Ulm 1832.
- Ueber den Rechts-Zustand in Steuer- und Verwaltungs-Sachen insbesondere in Württemberg. Ebner, Ulm 1833.
- Ulmische Zustände. Ernst Nübling, Ulm 1846.
- Urkundliche Nachrichten von den Ulmischen Privat-Stiftungen. Ernst Nübling, Ulm 1847 (eingeschränkte Vorschau in der Google-Buchsuche).
- Die Aufhebung und Ablösung der Grundabgaben der Lehen- oder Grundherrl. Gefälle kann nicht rückgängig gemacht werden. Gebrüder Nübling, Ulm 1850.
- Eingabe an die Königl. Ablösungs-Commission in Stuttgart, die Anwendbarkeit des Ablösungsgesetzes vom 14. April 1848 auf die Ablösung der Gült aus einem im Jahre 1813 an den Beständer verkauften, und von diesem im Jahre 1818 stückweise wieder verkauften Hofgute betreffend. Als Nachtrag und Beleuchtung der Schrift: Ueber die Aufhebung und Ablösung der Grundabgaben (der Lehen- und Grundherrlichen Gefälle). Gebrüder Nübling, Ulm 1850, urn:nbn:de:bvb:12-bsb10623401-9.
- Die Vereinbarung der Königl. Württemberg. Staatsregierung mit der päpstlichen Curie in Betreff der Verhältnisse der katholischen Kirche in Württemberg vom Jahre 1857. Gebrüder Nübling, Ulm 1860.

## Auszeichnung
Wolbach wurde als Ritter des Ordens der Württembergischen Krone in den persönlichen, nicht vererbbaren Adel aufgenommen, der ihn zum Tragen des Namens „Ritter von Wolbach“ berechtigte.